# Steyr 120
Der Steyr 120 Super ist ein Pkw der oberen Mittelklasse, den die Steyr-Daimler-Puch AG ab 1935 produzierte. Die gemäßigt stromlinienförmige Karosserie wurde vom Direktor Karl Jenschke konstruiert. Sie entsprach im Wesentlichen der des kleineren Steyr 100. Die Viertürer hatten gegeneinander schließende Türen (die vorderen vorne angeschlagen, die hinteren hinten), wobei der Mittelpfosten – die B-Säule – wegfiel. Ihre Karosserien entstanden bei Gläser in Dresden.
Der Wagen hatte einen Sechszylinderreihenmotor vorne eingebaut, der über ein Vierganggetriebe die Hinterräder antrieb. Die Vorderräder waren an Querblattfedern aufgehängt, die hintere Pendelachse hatte geschobene Ausleger-Viertelelliptik-Blattfedern. Die Sechszylindermotoren waren deutlich kräftiger als die Vierzylinder der kleineren Modelle. Alpenpässe wie zum Beispiel die Turracher Höhe bereiteten so keine Schwierigkeiten. Bis 1936 entstanden genau 1200 Exemplare.
1936 wurde der Wagen überarbeitet. Er bekam eine breitere Spur und einen größeren Motor bei gleichbleibender Leistung. Das neue Modell wurde als Steyr 125 Super vorwiegend nach Deutschland verkauft und blieb bis 1937 im Angebot. Er wurde nur 200-mal gebaut.
1937 erhielt die unveränderte Karosserie einen größeren und stärkeren Motor. Der neue Steyr 220 war als kräftiger Wagen allgemein bekannt und beliebt und von ihm entstanden bis 1941 genau 5900 Stück. Ein Exemplar dieses Modells aus dem Jahr 1938 befindet sich im Automobilmuseum Aspang in Aspang-Markt in Niederösterreich.
Berühmt ist das Modell als Fluchtwagen des KZ-Häftlings Kazimierz Piechowski, dem es am 20. Juni 1942 gelang, in einer gestohlenen SS-Uniform mit dem Dienstwagen von Auschwitz-Lagerkommandanten Rudolf Höß das Lagertor zu passieren und erfolgreich zu entkommen.

## Technische Daten
| Typ                   | 120 Super            | 125 (Super)          | 220                  |
| Bauzeitraum           | 1935–1936            | 1936–1937            | 1937–1941            |
| Aufbauten             | L4, Cb2, R2          | L4, Cb2              | L4, Cb2, R2          |
| Motor                 | 6 Zyl. Reihe, 4-Takt | 6 Zyl. Reihe, 4-Takt | 6 Zyl. Reihe, 4-Takt |
| Ventile               | hängend (ohv)        | hängend (ohv)        | hängend (ohv)        |
| Bohrung × Hub         | 68,5 mm × 90 mm      | 70 mm × 90 mm        | 73 mm × 90 mm        |
| Hubraum               | 1990 cm³             | 2078 cm³             | 2260 cm³             |
| Leistung (PS)         | 50                   | 50                   | 55                   |
| Leistung (kW)         | 37                   | 37                   | 40                   |
| Verbrauch             | 13 l / 100 km        | 13 l / 100 km        | 14 l / 100 km        |
| Höchstgeschwindigkeit | 120 km/h             | 120 km/h             | 120 km/h             |
| Leergewicht           | 1100–1150 kg         | 1200–1250 kg         | 1250–1260 kg         |
| Zul. Gesamtgewicht    | 1550 kg              | 1650 kg              | 1700 kg              |
| Elektrik              | 12 Volt              | 12 Volt              | 12 Volt              |
| Länge                 | 4570 mm              | 4570 mm              | 4570 mm              |
| Breite                | 1550 mm              | 1650 mm              | 1650 mm              |
| Höhe                  | 1570 mm              | 1600 mm              | 1600 mm              |
| Radstand              | 2830 mm              | 2830 mm              | 2830 mm              |
| Spur vorne / hinten   | 1240 mm / 1250 mm    | 1340 mm / 1340 mm    | 1340 mm / 1340 mm    |
| Wendekreis            | 12 m                 | 12 m                 | 12 m                 |

- L4 = 4-türige Limousine
- Cb2 = 2-türiges Cabriolet
- R2 = 2-türiger Roadster

## Galeriebilder

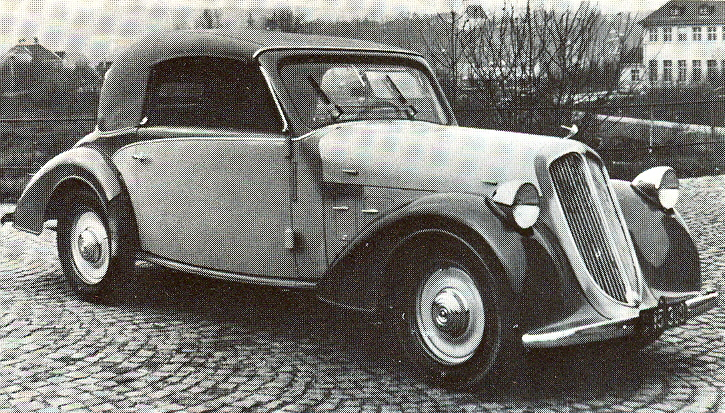
Steyr 120 Super Cabriolet 2 Fenster (1935)
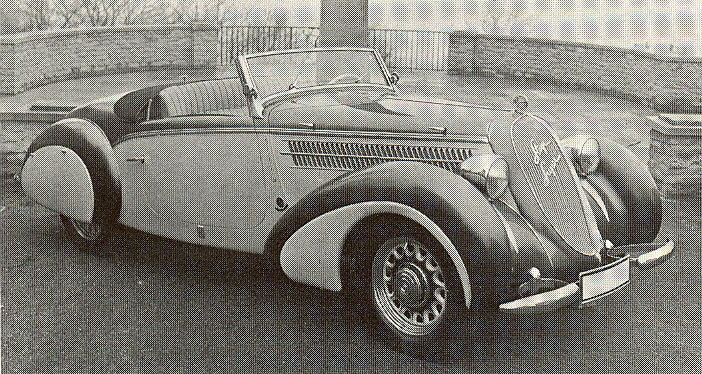
Steyr 125 Super Sport-Zweisitzer (Aufbau: Gläser) (1936)
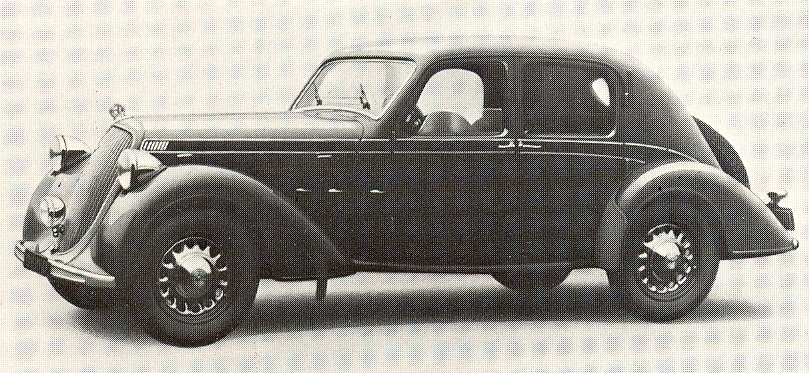
Steyr 220 Limousine (1937)
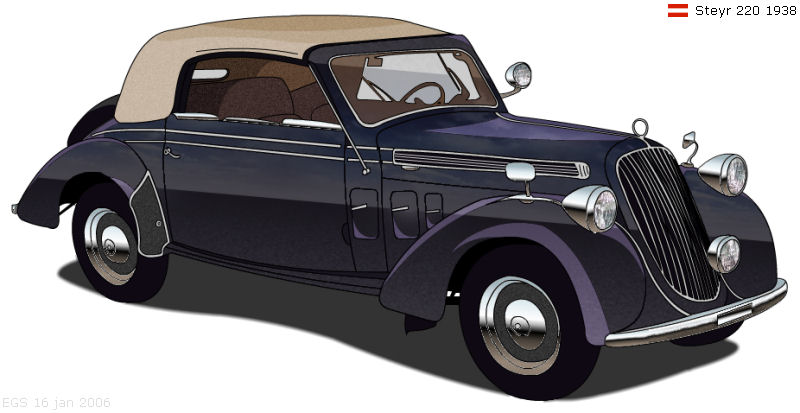
Steyr 220 Cabriolet (1938)
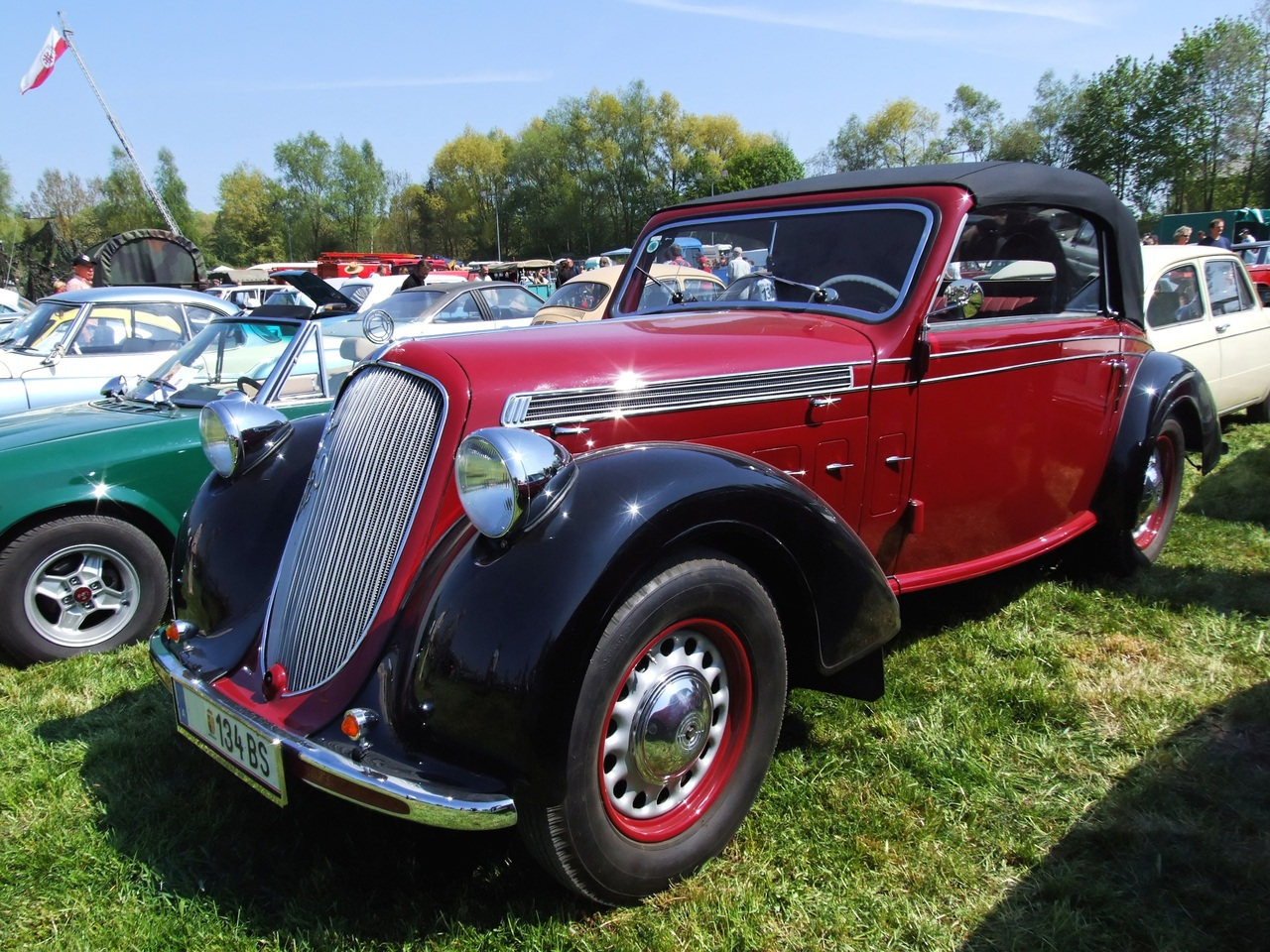
Steyr 220
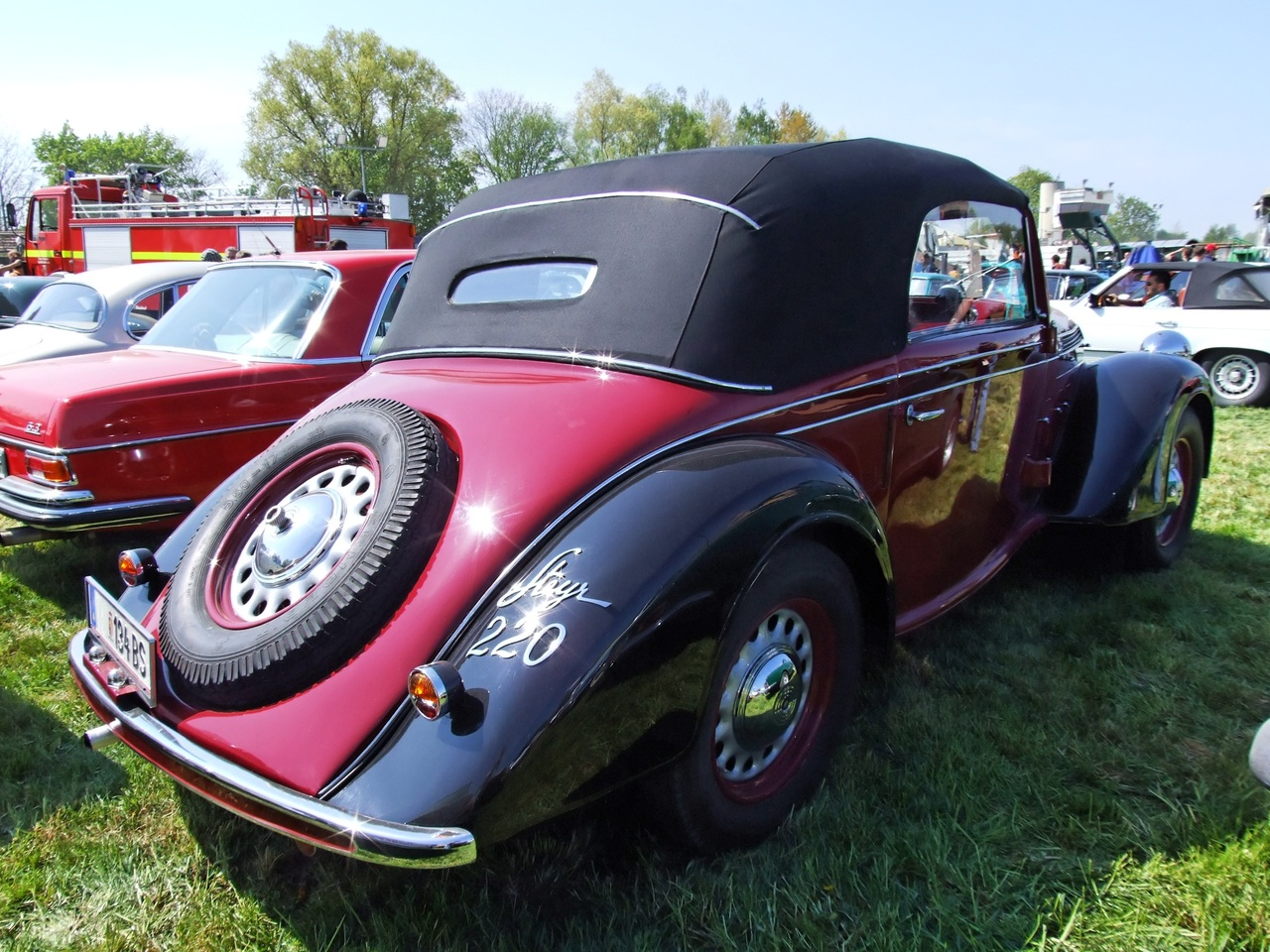
Steyr 220
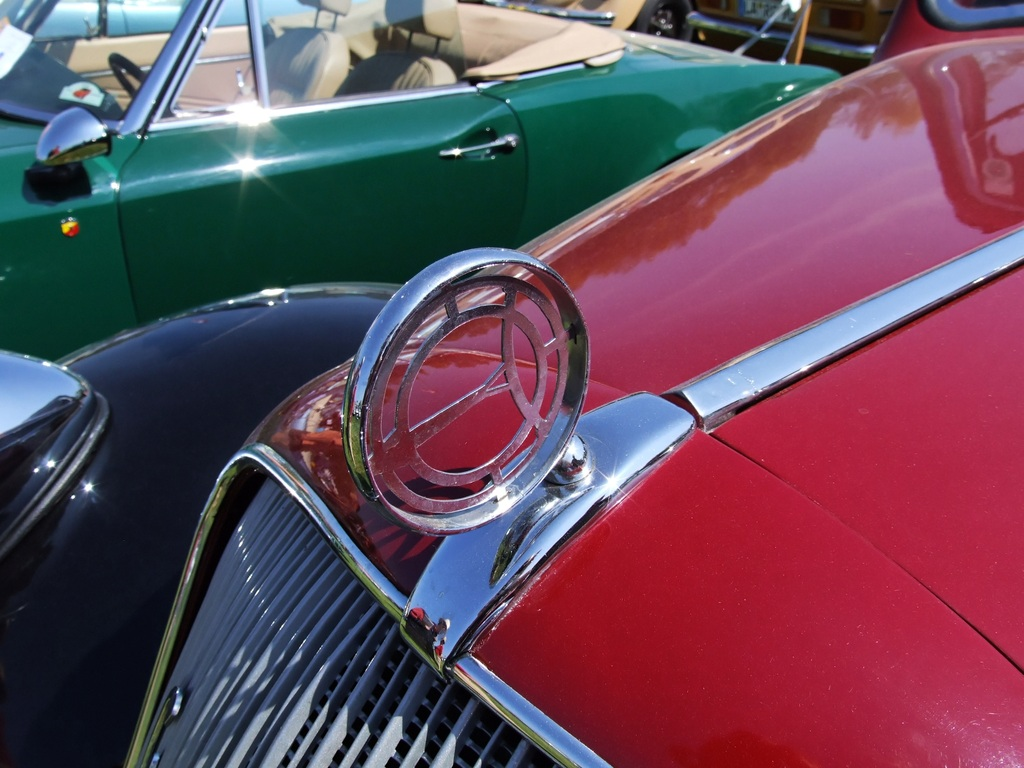
Steyr 220
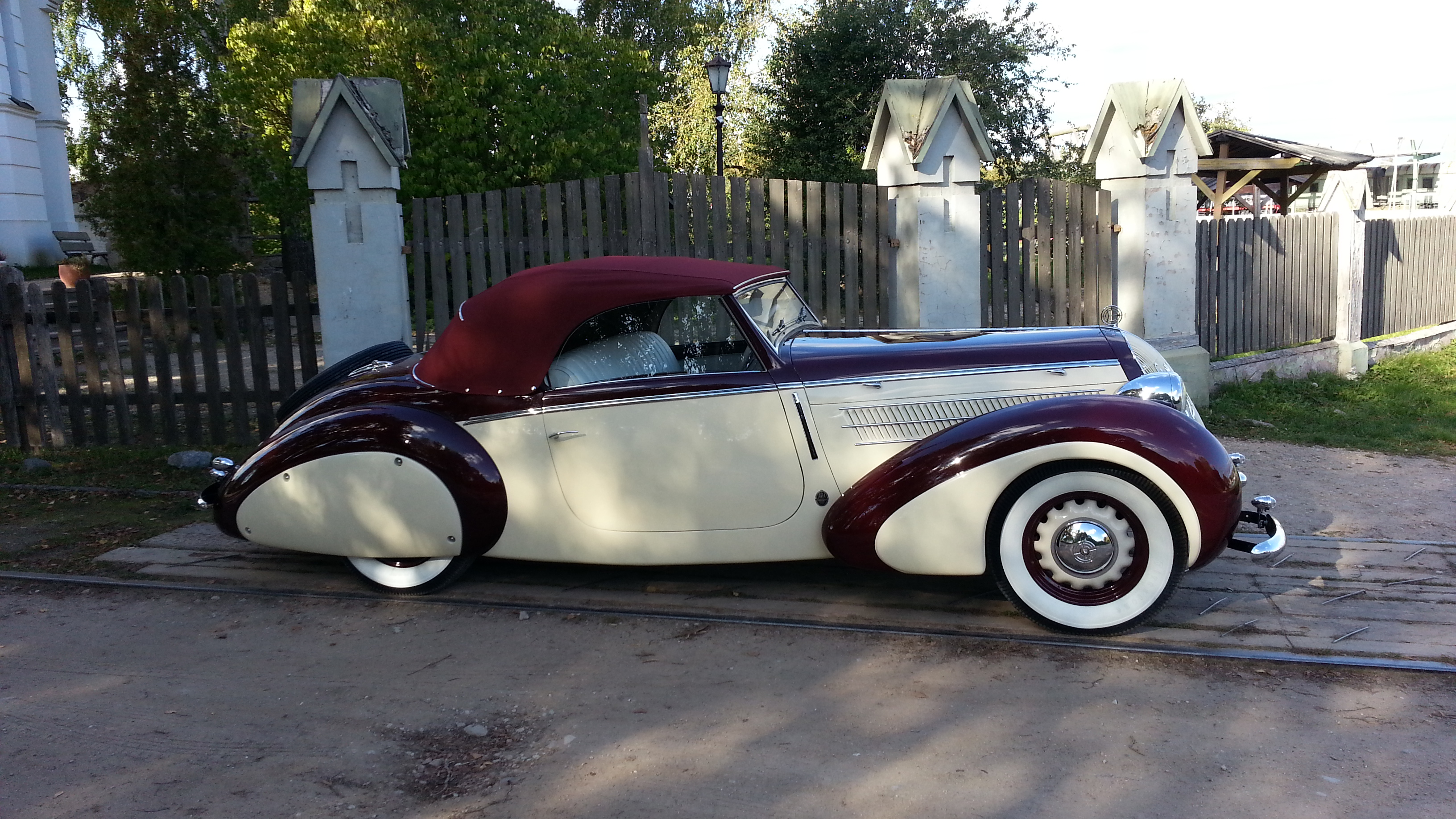
Steyr 220 Gläser Roadster (1939)